# Difosfat
El difosfat (antigament pirofosfat) és l'anió {\displaystyle {\ce {P2O7^{4-}}}}que prové de l'àcid difosfòric, {\displaystyle {\ce {H4P2O7}}}. Els difosfats s'obtenen escalfant fosfats, per la qual cosa l'anomenaven pirofosfat, ja que el prefix “piro-” deriva del grec i significa “foc” en aquest context. Els difosfats són bons agents complementaris i tenen molts usos en la indústria química. La paraula difosfat és també el nom dels èsters formats per la condensació de compostos fosforilats biològicament mitjançant un fosfat inorgànic o per un difosfat de dimetilal·lil. Aquesta unió també es refereix a unions altament energètiques dels fosfats.
Els difosfats són importants en la indústria bioquímica. L'anió P₂O₇4- s'abrevia PPi i és format per la hidròlisi d'ATP cap a AMP en les cèl·lules.
ATP → AMP + PPi
Per exemple, quan un nucleòtid s'incorpora en un ADN en elongació o un filament d'ARN mitjançant una polimerasa, el difosfat (PPi) és alliberat. La pirofosforòlisi és la reacció inversa de la polimerització, en la qual el difosfat reacciona amb el 3'-nucleotidmonofosfat (NMP o dNMP), el qual és agafat de l'oligonucleòtid per alliberar el trifosfat corresponent (dNTP procedent d'ADN, o bé NTP procedent d'ARN).
L'anió difosfat té l'estructura P₂O₇4- i és un àcid anhídrid del fosfat. És inestable en solució aquosa i s'hidrolitza poc en fosfat orgànic:
P₂O₇4− + H₂O → 2 HPO₄2−
o bé abreujat:
PPi + H₂O → 2 Pi
Aquesta hidròlisi cap a fosfat inorgànic deixa la unió d'ATP cap a AMP i PPi de forma irreversible, i les reaccions bioquímiques relacionades amb aquesta hidròlisi també són irreversibles.
Des del punt de vista de l'alta energia del fosfat, la hidròlisi de l'ATP cap a AMP i PPI requereix dos fosfats altament energètics, així com la reacció d'AMP a ATP requerirà dues reaccions de fosforilació.
AMP + ATP → 2 ADP
2 ADP + 2 Pi → 2 ATP
La síntesi de difosfat de tetraetil va ser descrita per Philip de Clermount l'any 1854 en un reunió de l'Acadèmia Francesa de Ciències.